# Lijst van voetbalinterlands Chili - Roemenië (vrouwen)
Deze lijst van voetbalinterlands is een overzicht van alle officiële voetbalinterlands tussen de nationale vrouwenteams van Chili en Roemenië. De landen hebben tot nu toe twee keer tegen elkaar gespeeld.

## Wedstrijden
| № | Plaats  | Datum        | Competitie       | Wedstrijd        | Uitslag            |
| - | ------- | ------------ | ---------------- | ---------------- | ------------------ |
| 1 | Lagos   | 2 maart 2011 | Algarve Cup 2011 | Roemenië − Chili | 2 − 0              |
| 2 | Parchal | 9 maart 2011 | Algarve Cup 2011 | Roemenië − Chili | 1 − 1 (n.p. 5 - 6) |

## Samenvatting
| Competitie  | Totaal gespeeld | Winst Chili | Gelijk | Winst Roemenië | Doelsaldo Chili – Roemenië |
| ----------- | --------------- | ----------- | ------ | -------------- | -------------------------- |
| Algarve Cup | 2               | 0           | 1      | 1              | 1 − 3                      |
| Totaal      | 2               | 0           | 1      | 1              | 1 − 3                      |